# EuroChallenge 2008-2009
Navigation
Édition précédente Édition suivante
L’EuroChallenge de basket-ball 2008-2009 est la 6e édition de la troisième compétition européenne de clubs de basket-ball.

## Déroulement
La compétition est ouverte à trente-deux équipes, issues de dix-neuf pays. Seize ont été qualifiées directement, huit autres ont été éliminées des tours qualificatifs de l'EuroCoupe et huit autres ont été qualifiées après deux tours préliminaires. Ces clubs se disputent les seize places qualificatives pour le tour suivant lors d'une phase régulière, composée de huit groupes formés chacun de quatre équipes. 
Les deux premières équipes de chaque groupe se qualifient pour un Top 16. Celui-ci se déroule également sous la forme de championnat : quatre groupes de quatre équipes, dont les deux premières sont qualifiées pour les quarts de finale.

## Équipes participantes
| Qualifiées directement | Qualifiées directement |  | Reversées de l'EuroCoupe  |  | Qualifiées à la suite des tours préliminaires |
| ---------------------- | ---------------------- |  | ------------------------- |  | --------------------------------------------- |
| BC Triumph             | Dexia Mons-Hainaut     |  | Galatasaray Café Crown    |  | Eiffel Towers                                 |
| Lokomotiv Rostov       | Telekom Baskets Bonn   |  | Ural Great Perm           |  | BC Sumykhimprom                               |
| Khimik BC              | Keravnós Strovólou     |  | Hapoël Jérusalem          |  | CSK-VVS Samara                                |
| BC Kalev               | Eclipse Jet Amsterdam  |  | Allianz Swans Gmunden     |  | Deutsche Bank SKYLINERS                       |
| Tartu Rock             | Olympia Larissa BC     |  | BK Kiev                   |  | Hyères Toulon                                 |
| Cholet Basket          | BK Ventspils           |  | Base Oostende             |  | Proteas EKA AEL                               |
| Virtus Bologne         | KK Šiauliai            |  | Benetton Fribourg Olympic |  | EWE Baskets Oldenburg                         |
| Czarni Słupsk          | KK Zagreb              |  | Cajasol                   |  | Belgacom Liège Basket                         |

| Pays      | nombre d'équipes | Équipes                   | Équipes                 | Équipes               | Équipes        |
| --------- | ---------------- | ------------------------- | ----------------------- | --------------------- | -------------- |
| Russie    | 4                | Ural Great Perm           | BC Triumph              | Lokomotiv Rostov      | CSK-VVS Samara |
| Belgique  | 3                | Base Oostende             | Dexia Mons-Hainaut      | Belgacom Liège Basket |                |
| Allemagne | 3                | Telekom Baskets Bonn      | Deutsche Bank SKYLINERS | EWE Baskets Oldenburg |                |
| Ukraine   | 3                | BK Kiev                   | Khimik BC               | BC Sumykhimprom       |                |
| Chypre    | 2                | Keravnós Strovólou        | Proteas EKA AEL         |                       |                |
| Estonie   | 2                | BC Kalev                  | Tartu Rock              |                       |                |
| France    | 2                | Cholet Basket             | Hyères Toulon           |                       |                |
| Pays-Bas  | 2                | Eiffel Towers             | Eclipse Jet Amsterdam   |                       |                |
| Grèce     | 1                | Olympia Larissa BC        |                         |                       |                |
| Israël    | 1                | Hapoël Jérusalem          |                         |                       |                |
| Italie    | 1                | Virtus Bologne            |                         |                       |                |
| Lettonie  | 1                | BK Ventspils              |                         |                       |                |
| Lituanie  | 1                | KK Šiauliai               |                         |                       |                |
| Autriche  | 1                | Allianz Swans Gmunden     |                         |                       |                |
| Pologne   | 1                | Czarni Słupsk             |                         |                       |                |
| Espagne   | 1                | Cajasol                   |                         |                       |                |
| Turquie   | 1                | Galatasaray Café Crown    |                         |                       |                |
| Suisse    | 1                | Benetton Fribourg Olympic |                         |                       |                |
| Croatie   | 1                | KK Zagreb                 |                         |                       |                |

## Tours préliminaires
1er tour préliminaire
Du 14 au 21 octobre 2008
| #  | Équipe 1          | Points  | Équipe 2                  | 1er match | 2e match |
| -- | ----------------- | ------- | ------------------------- | --------- | -------- |
| 1  | BK Prostějov      | 134-148 | KK Zagreb                 | 61-69     | 73-79    |
| 2  | KK AMAK SP        | 148-145 | KK Laško                  | 70-76     | 78-69    |
| 3  | CSU Asesoft       | 147-145 | Spartak Saint-Pétersbourg | 79-76     | 68-69    |
| 4  | U Mobitelco Cluj  | 132-163 | EWE Baskets Oldenburg     | 60-86     | 72-77    |
| 5  | Svendborg Rabbits | 168-180 | HKK Široki                | 92-100    | 76-80    |
| 6  | MBK Mykolaiv      | 138-151 | Deutsche Bank SKYLINERS   | 68-75     | 70-76    |
| 7  | Energy Invest     | 160-200 | BC Sumykhimprom           | 81-110    | 79-90    |
| 8  | Spartak Pleven    | 153-176 | Antalya Basket            | 83-87     | 70-89    |
| 9  | APOEL Nicosie     | 113-135 | JA Vichy                  | 52-66     | 61-69    |
| 10 | CSU Sibiu         | 144-186 | Bandırma Banvit           | 67-74     | 77-112   |
| 11 | Cedevita Zagreb   | 150-157 | Hyères-Toulon             | 92-82     | 58-75    |
| 12 | Körmend           | 171-201 | Eiffel Towers             | 71-88     | 100-113  |
| 13 | BC Donetsk        | 120-134 | Proteas EKA AEL           | 65-65     | 55-79    |
| 14 | Bakken Bears      | 119-164 | Belgacom Liège Basket     | 55-67     | 64-97    |

2 e tour préliminaire
Du 4 au 11 novembre 2008
| # | Équipe 1                | Points  | Équipe 2        | 1er match | 2e match |
| - | ----------------------- | ------- | --------------- | --------- | -------- |
| 1 | Eiffel Towers           | 166-130 | KK AMAK SP      | 94-66     | 72-64    |
| 2 | HKK Široki              | 155-164 | BC Sumykhimprom | 73-73     | 82-91    |
| 3 | CSK-VVS Samara          | 149-136 | KK Zagreb       | 80-60     | 69-76    |
| 4 | Deutsche Bank SKYLINERS | 127-125 | Antalya Basket  | 60-60     | 67-65    |
| 5 | Hyères-Toulon           | 170-154 | CSU Asesoft     | 103-77    | 67-77    |
| 6 | EWE Baskets Oldenburg   | 150-120 | KK Borac        | 76-46     | 74-74    |
| 7 | Belgacom Liège Basket   | 154-137 | JA Vichy        | 74-67     | 80-70    |
| 8 | Bandırma Banvit         | 165-189 | Proteas EKA AEL | 93-100    | 72-89    |

## Compétition

### Phase régulière
| Rang | Équipe                | Pts | J | G | P | Pp  | Pc  | Diff |
| ---- | --------------------- | --- | - | - | - | --- | --- | ---- |
| 1    | Belgacom Liège Basket | 12  | 6 | 6 | 0 | 492 | 433 | 59   |
| 2    | Cajasol               | 9   | 6 | 3 | 3 | 480 | 405 | 75   |
| 3    | BK Ventspils          | 8   | 6 | 2 | 4 | 436 | 509 | -73  |
| 4    | Czarni Słupsk         | 7   | 6 | 1 | 5 | 462 | 523 | -61  |

| Rang | Équipe               | Pts | J | G | P | Pp  | Pc  | Diff |
| ---- | -------------------- | --- | - | - | - | --- | --- | ---- |
| 1    | Ural Great Perm      | 11  | 6 | 5 | 1 | 498 | 433 | 65   |
| 2    | Telekom Baskets Bonn | 9   | 6 | 3 | 3 | 417 | 413 | 4    |
| 3    | Hyères Toulon        | 9   | 6 | 3 | 3 | 478 | 485 | -7   |
| 4    | Keravnós Strovólou   | 7   | 6 | 1 | 5 | 434 | 496 | -62  |

| Rang | Équipe                    | Pts | J | G | P | Pp  | Pc  | Diff |
| ---- | ------------------------- | --- | - | - | - | --- | --- | ---- |
| 1    | Cholet Basket             | 12  | 6 | 6 | 0 | 485 | 410 | 75   |
| 2    | Lokomotiv Rostov          | 10  | 6 | 4 | 2 | 460 | 424 | 36   |
| 3    | BC Sumykhimprom           | 7   | 6 | 1 | 5 | 471 | 513 | -42  |
| 4    | Benetton Fribourg Olympic | 7   | 6 | 1 | 5 | 384 | 453 | -69  |

| Rang | Équipe                | Pts | J | G | P | Pp  | Pc  | Diff |
| ---- | --------------------- | --- | - | - | - | --- | --- | ---- |
| 1    | Proteas EKA AEL       | 10  | 6 | 4 | 2 | 519 | 456 | 63   |
| 2    | Eiffel Towers         | 10  | 6 | 4 | 2 | 501 | 480 | 21   |
| 3    | KK Šiauliai           | 10  | 6 | 4 | 2 | 484 | 497 | -13  |
| 4    | Allianz Swans Gmunden | 6   | 6 | 0 | 6 | 428 | 499 | -71  |

| Rang | Équipe                | Pts | J | G | P | Pp  | Pc  | Diff |
| ---- | --------------------- | --- | - | - | - | --- | --- | ---- |
| 1    | EWE Baskets Oldenburg | 10  | 6 | 4 | 2 | 469 | 451 | 18   |
| 2    | Eclipse Jet Amsterdam | 9   | 6 | 3 | 3 | 435 | 447 | -12  |
| 3    | Hapoël Jérusalem      | 9   | 6 | 3 | 3 | 397 | 377 | 20   |
| 4    | Olympia Larissa BC    | 8   | 6 | 2 | 4 | 357 | 383 | -26  |

| Rang | Équipe                 | Pts | J | G | P | Pp  | Pc  | Diff |
| ---- | ---------------------- | --- | - | - | - | --- | --- | ---- |
| 1    | Dexia Mons-Hainaut     | 10  | 6 | 4 | 2 | 514 | 451 | 63   |
| 2    | Galatasaray Café Crown | 10  | 6 | 4 | 2 | 483 | 447 | 36   |
| 3    | KK Zagreb              | 8   | 6 | 2 | 4 | 443 | 492 | -49  |
| 4    | Khimik BC              | 8   | 6 | 2 | 4 | 449 | 499 | -50  |

| Rang | Équipe         | Pts | J | G | P | Pp  | Pc  | Diff |
| ---- | -------------- | --- | - | - | - | --- | --- | ---- |
| 1    | Virtus Bologne | 11  | 6 | 5 | 1 | 472 | 444 | 28   |
| 2    | CSK-VVS Samara | 9   | 6 | 3 | 3 | 440 | 439 | 1    |
| 3    | Base Oostende  | 8   | 6 | 2 | 4 | 490 | 487 | 3    |
| 4    | Tartu Rock     | 8   | 6 | 2 | 4 | 451 | 483 | -32  |

| Rang | Équipe                  | Pts | J | G | P | Pp  | Pc  | Diff |
| ---- | ----------------------- | --- | - | - | - | --- | --- | ---- |
| 1    | BC Triumph              | 10  | 6 | 4 | 2 | 441 | 405 | 36   |
| 2    | BK Kiev                 | 10  | 6 | 4 | 2 | 440 | 393 | 47   |
| 3    | Deutsche Bank SKYLINERS | 8   | 6 | 2 | 4 | 375 | 425 | -50  |
| 4    | BC Kalev                | 8   | 6 | 2 | 4 | 431 | 464 | -33  |

### Last 16
| Rang | Équipe                  | Pts | J | G | P | Pp  | Pc  | Diff |
| ---- | ----------------------- | --- | - | - | - | --- | --- | ---- |
| 1    | Cholet Basket           | 11  | 6 | 5 | 1 | 450 | 408 | 42   |
| 2    | Telekom Baskets Bonn    | 10  | 6 | 3 | 3 | 415 | 425 | -10  |
| 3    | Belgacom Liège Basket   | 8   | 6 | 2 | 4 | 410 | 432 | -22  |
| 4    | Eiffel Towers Den Bosch | 7   | 6 | 2 | 4 | 433 | 443 | -10  |

| Rang | Équipe                 | Pts | J | G | P | Pp  | Pc  | Diff |
| ---- | ---------------------- | --- | - | - | - | --- | --- | ---- |
| 1    | Virtus Bologne         | 10  | 6 | 4 | 2 | 479 | 444 | 35   |
| 2    | BK Kiev                | 10  | 6 | 4 | 2 | 446 | 399 | 47   |
| 3    | EWE Baskets Oldenburg  | 9   | 6 | 3 | 3 | 456 | 470 | -14  |
| 4    | Galatasaray Café Crown | 7   | 6 | 1 | 5 | 478 | 546 | -68  |

| Rang | Équipe           | Pts | J | G | P | Pp  | Pc  | Diff |
| ---- | ---------------- | --- | - | - | - | --- | --- | ---- |
| 1    | Proteas EKA AEL  | 11  | 6 | 5 | 1 | 472 | 421 | 51   |
| 2    | Ural Great Perm  | 9   | 6 | 3 | 3 | 453 | 453 | 0    |
| 3    | Cajasol          | 8   | 6 | 2 | 4 | 417 | 418 | -1   |
| 4    | Lokomotiv Rostov | 8   | 6 | 2 | 4 | 399 | 449 | -50  |

| Rang | Équipe                | Pts | J | G | P | Pp  | Pc  | Diff |
| ---- | --------------------- | --- | - | - | - | --- | --- | ---- |
| 1    | BC Triumph            | 11  | 6 | 5 | 1 | 472 | 431 | 41   |
| 2    | Eclipse Jet Amsterdam | 10  | 6 | 4 | 2 | 481 | 461 | 20   |
| 3    | Dexia Mons-Hainaut    | 9   | 6 | 3 | 3 | 495 | 482 | 13   |
| 4    | CSK-VVS Samara        | 6   | 6 | 0 | 6 | 429 | 503 | -74  |

### Phase finale
|  | Quarts de finale | Quarts de finale      | Quarts de finale      | Quarts de finale | Quarts de finale |                 |                        | Demi-finales           | Demi-finales           | Demi-finales           |                        |  | Finale | Finale                | Finale |
|  |                  |                       |                       |                  |                  |                 |                        |                        |                        |                        |                        |  |        |                       |        |
|  |                  | Cholet Basket         | 68                    | 72               | 80               |                 |                        |                        |                        |                        |                        |  |        |                       |        |
|  |                  | BK Kiev               | 52                    | 77               | 74               |                 |                        |                        |                        |                        |                        |  |        |                       |        |
|  |                  | BK Kiev               | 52                    | 77               | 74               |                 | Cholet Basket          | 81                     |                        |                        |                        |  |        |                       |        |
|  |                  |                       |                       |                  |                  |                 | Cholet Basket          | 81                     |                        |                        |                        |  |        |                       |        |
|  |                  |                       | BC Triumph Lioubertsy | 78               |                  |                 |                        |                        |                        |                        |                        |  |        |                       |        |
|  |                  | BC Triumph Lioubertsy | BC Triumph Lioubertsy | 78               | 100              | 91              | 78                     |                        |                        |                        |                        |  |        |                       |        |
|  |                  | BC Triumph Lioubertsy |                       |                  | 100              | 91              | 78                     |                        |                        |                        |                        |  |        |                       |        |
|  |                  | Ural Great Perm       | 102                   | 65               | 63               |                 |                        |                        |                        |                        |                        |  |        |                       |        |
|  |                  |                       |                       |                  |                  |                 |                        |                        |                        |                        |                        |  |        | Cholet Basket         | 75     |
|  |                  |                       | Virtus Bologne        | 77               |                  |                 |                        |                        |                        |                        |                        |  |        |                       |        |
|  |                  | Eclipse Jet Amsterdam | 72                    | 72               |                  |                 |                        |                        |                        |                        |                        |  |        |                       |        |
|  |                  | Proteas EKA AEL       | 82                    | 83               |                  |                 |                        |                        |                        |                        |                        |  |        |                       |        |
|  |                  | Proteas EKA AEL       | 82                    | 83               |                  | Proteas EKA AEL | 69                     |                        |                        |                        |                        |  |        |                       |        |
|  |                  |                       |                       |                  |                  | Proteas EKA AEL | 69                     |                        |                        |                        |                        |  |        |                       |        |
|  |                  |                       | Virtus Bologne        | 83               |                  |                 | Match pour la 3e place | Match pour la 3e place | Match pour la 3e place | Match pour la 3e place | Match pour la 3e place |  |        |                       |        |
|  |                  | Virtus Bologne        | Virtus Bologne        | 83               | 86               | 106             | Match pour la 3e place | Match pour la 3e place | Match pour la 3e place | Match pour la 3e place | Match pour la 3e place |  |        |                       |        |
|  |                  | Virtus Bologne        |                       |                  | 86               | 106             |                        |                        |                        |                        |                        |  |        |                       |        |
|  |                  | Telekom Baskets Bonn  | 76                    | 91               |                  |                 |                        |                        |                        |                        |                        |  |        | BC Triumph Lioubertsy | 94     |
|  |                  |                       |                       |                  |                  |                 |                        |                        |                        |                        |                        |  |        | Proteas EKA AEL       | 82     |

## Meilleurs joueurs de la compétition

### Points
| #  | Joueur         | Équipe        | Matchs joués | Points marqués | PPM   |
| -- | -------------- | ------------- | ------------ | -------------- | ----- |
| 1. | Austin Nichols | Hyères-Toulon | 10           | 196            | 19,60 |

### Rebonds
| #  | Joueur         | Équipe          | Matchs joués | Rebonds | RPM  |
| -- | -------------- | --------------- | ------------ | ------- | ---- |
| 1. | Abdullahi Kuso | BC Sumykhimprom | 10           | 88      | 8,80 |

### Passes
| #  | Joueur         | Équipe        | Matchs joués | Passes | PPM  |
| -- | -------------- | ------------- | ------------ | ------ | ---- |
| 1. | Dontaye Draper | Base Oostende | 9            | 56     | 6,22 |